# Église Saint-Michel de Montaut-les-Créneaux
L'église Saint-Michel est une église catholique située à Montaut-les-Créneaux, en France.

## Localisation
L'église est située dans le département français du Gers, sur la commune de Montaut-les-Créneaux.

## Histoire
L'édifice est classé au titre des monuments historiques en 1995.

## Architecture
L’église, d'architecture romane, est bâtie sur le principe de la basilique antique : trois nefs d’égale largeur, prolongées par trois absides, sans transept.

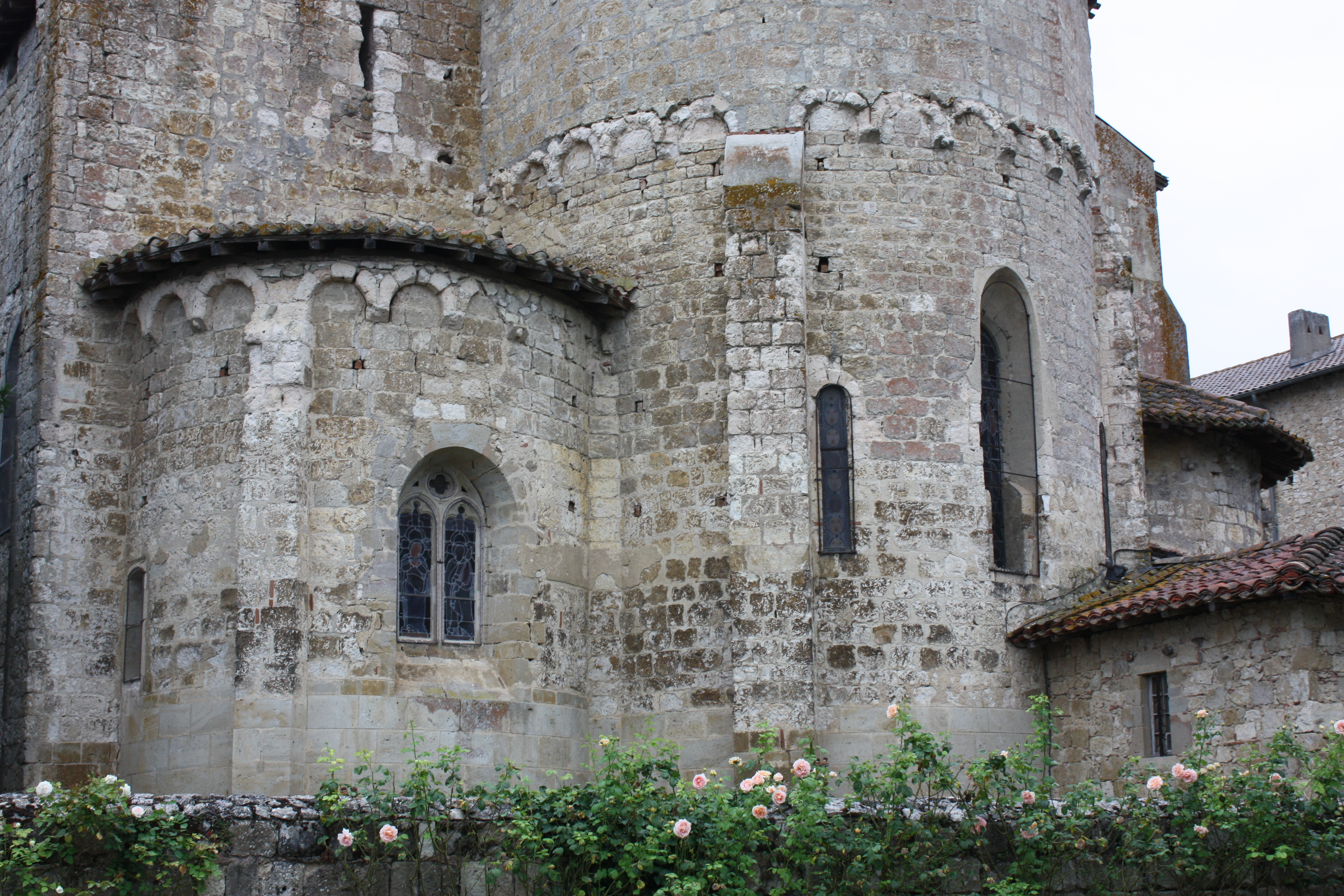
Le chevet

## Mobilier
Plusieurs objets (tableaux, stalles, cuve baptismale, etc) sont référencer dans la base Palissy (voir les notices liées).